# Viktor Nikiforov
Viktor Vasiljevitsj Nikiforov (Russisch: Виктор Васильевич Никифоров) (Moskou, 4 december 1931 - aldaar, 4 maart 1989) was een Sovjet-Russisch ijshockeyer. 
Nikiforov won tijdens de Olympische Winterspelen 1956 in Cortina d'Ampezzo de gouden olympische medaille, dit toernooi was ook als wereldkampioenschap aangemerkt. Nikiforov speelde alleen mee in de voorrondewedstrijd tegen Zwitserland.